# Cortina (arquitectura)

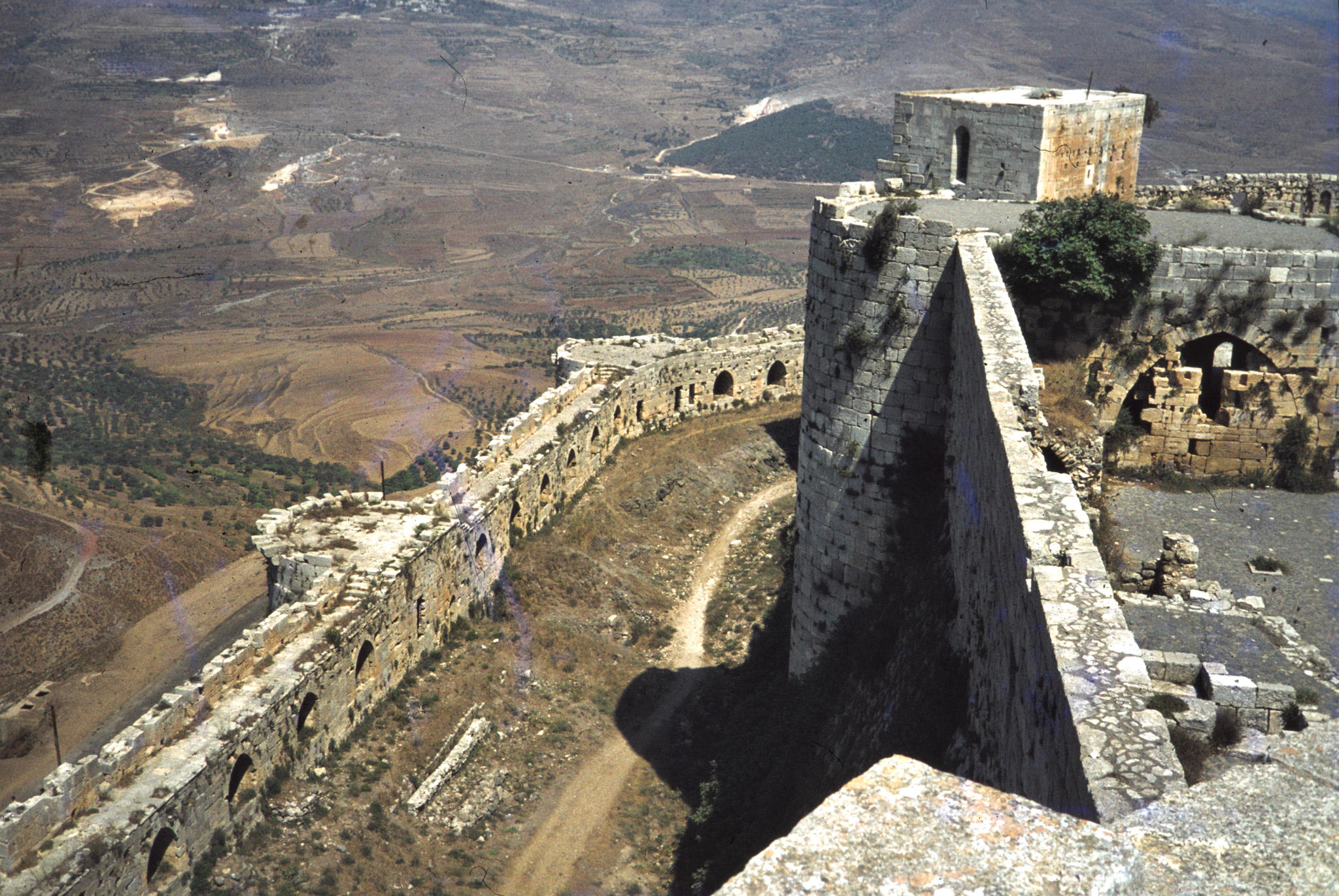
Cortina del Crac de los Caballeros, Siria.

En arquitectura militar, cortina es el lienzo de muralla comprendido entre dos bastiones, torres de un castillo o fortaleza, de las que recibe apoyo y flanqueo.
La longitud de las cortinas parece que ha estado siempre en relación con las armas de proyección empleadas en la defensa de las plazas fuertes. Así sería lógico suponer que en un principio el alcance de la flecha disparada por el arco, sería lo que limitase la longitud de la cortina. 
La introducción de las armas de fuego permitió aumentar la longitud de las cortinas, teniendo en cuenta los ingenieros de no exagerarla para no debilitar en exceso la parte central, que era la que escogía por lo general el sitiador para blanco de sus ataques. Las murallas de Amberes construidas en 1540, probablemente según los planos de Sanmichele, tuvieron cortinas de más de 500 metros de largo.
En la época del predominio de la fortificación abaluartada se dieron minuciosas reglas para determinar el trazado de los frentes, las cuales variaban con las diversas escuelas, pero todas convenían en la necesidad de fijar un límite máximo y otro mínimo a la longitud de la cortina, que si era demasiado grande era difícil de cubrir contra los ataques del sitiador, y si era demasiado pequeña, dejaba privada de defensa una gran extensión de foso, que no podía ser vista desde los flancos.

## Ángulo de la cortina
Es en el trazado abaluartado el que forma dicha línea con el flanco.

## Flanco de la cortina
Cuando la línea de defensa cortaba a la cortina en un punto distinto de su extremo, se llamaba flanco de la cortina al espacio , contado sobre ésta, entre el punto de la intersección y el flanco inmediato.

## Quebradura de la cortina
Era la porción de la cortina que en algunos trazados abaluartados se desviaba de la dirección principal, junto a cada uno de los flancos.

## Cortina defensiva
Línea fronteriza que algunos países formaban con fuertes barreras, cerrando el espacio comprendido entre dos plazas importantes en guerra. Su objeto era proteger la zona de concentración del ejército propio, y a la vez interceptar los caminos que pudiera elegir el enemigo al efectuar la invasión del territorio.